# Colombey-les-Belles
Colombey-les-Belles là một xã của tỉnh Meurthe-et-Moselle, thuộc vùng Grand Est, đông bắc nước Pháp. Xã này nằm ở khu vực có độ cao trung bình 327 mét trên mực nước biển.